# Karl Stürgkh
Karl Graf Stürgkh (* 30. Oktober 1859 in Graz; † 21. Oktober 1916 in Wien) war ein österreichischer Grundbesitzer und Politiker, der von 1911 bis zu seinem Tod als k.k. Ministerpräsident fungierte. Er war verantwortlich für die Vertagung des k.k. Reichsrats, des Parlaments Altösterreichs, im März 1914 und befürwortete in der Julikrise 1914 ohne parlamentarische Beratungen den Kriegseintritt der österreichisch-ungarischen Monarchie. Das Mitglied der Adelsfamilie Stürgkh wurde wegen seiner diktatorischen Politik 1916 vom sozialdemokratischen Politiker Friedrich Adler, Sohn des Parteivorsitzenden Victor Adler, erschossen.

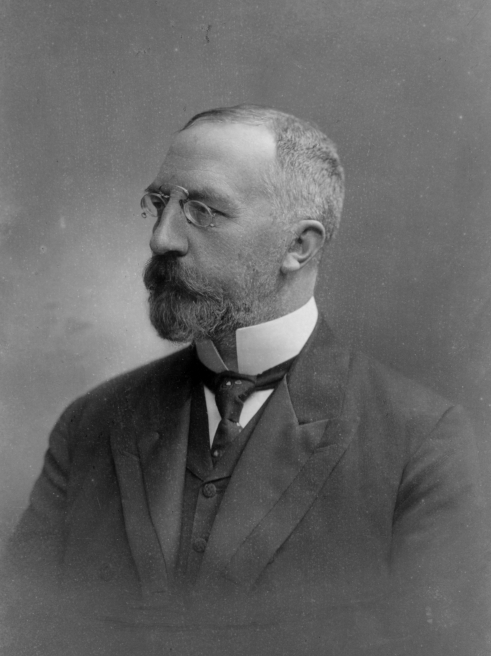
Karl Graf Stürgkh (1909)

## Leben und Politik

### Ausbildung
Stürgkh absolvierte ein Gymnasium in Graz und studierte an der Universität Graz Rechtswissenschaften von 1877 bis 1881. Zunächst in der steirischen Statthalterei tätig, trat er 1886 als Beamter ins Unterrichtsministerium ein, und leitete dort das Mittelschulreferat.

### Abgeordneter der Großgrundbesitzer
Stürgkh wurde 1891, noch in der Ära des Klassenwahlrechts, zum Reichsratsabgeordneten gewählt und gehörte der Gruppierung an, die als Verfassungstreue Großgrundbesitzer bezeichnet wurde. Er war Grundherr von Halbenrain im Süden der Steiermark. Von 1909 bis 1911 – inzwischen war bei der Reichsratswahl 1907 das allgemeine und gleiche Männerwahlrecht eingeführt worden und Stürgkhs Gruppierung bei Wahlen chancenlos – fungierte er in den Kabinetten Bienerth-Schmerling und Gautsch als k.k. Unterrichtsminister. In dieser Funktion berief er Albert Einstein als Professor an die Deutsche Universität Prag.

### k.k. Ministerpräsident

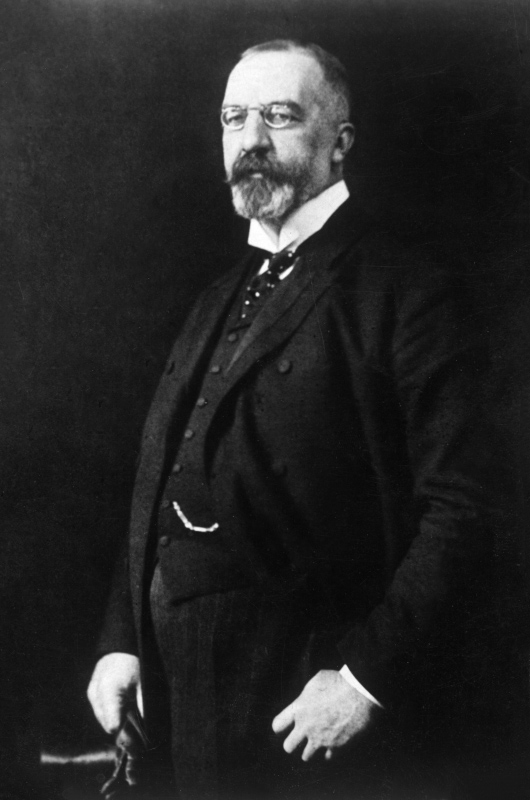
Karl Graf Stürgkh (1911)

Am 3. November 1911 wurde er nach der Demission des Kabinetts Gautsch wegen der Teuerungsrevolte in Wien von Kaiser Franz Joseph I., damals bereits 81 Jahre alt, zum k.k. Ministerpräsidenten berufen. Als Spitzenpolitiker Cisleithaniens war er nun stimmberechtigtes Mitglied des Gemeinsamen Ministerrates, in dem die drei k.u.k. Minister mit den Ministerpräsidenten Österreichs und Ungarns die Außen- und Sicherheitspolitik der Gesamtmonarchie berieten.

### Vertagung des Reichsrates
Die Zusammenarbeit von Regierung und Reichsrat gestaltete sich oft schwierig, da die Geschäftsordnung des Reichsrates keine Maßregeln gegen Obstruktion vorsah, was vor allem von tschechischen Abgeordneten intensiv ausgenützt wurde. Der Reichsrat war daher im Laufe seines Bestehens immer wieder vertagt worden, wenn die Obstruktion überhandnahm.
Das Staatsgrundgesetz über die Reichsvertretung von 1867 sah in § 14 vor, dass die k.k. Regierung mittels kaiserlicher Verordnungen mit provisorischer Gesetzeskraft regieren kann, wenn der Reichsrat nicht versammelt ist und dringende Entscheidungen anstehen. Die Anwendung des Notrechts des § 14 war daher in Altösterreich keine Seltenheit.
Die durch Stürgkh vom Kaiser erwirkte Vertagung des Reichsrats am 16. März 1914 wirkte sich vier Monate später allerdings fatal aus, da die gewählten Abgeordneten nun nicht in der Lage waren, auf die kriegstreiberischen Aktionen österreichischer und ungarischer Spitzenpolitiker und -militärs nach dem Attentat von Sarajevo Einfluss zu nehmen.

### Exponent der „Kriegspartei“
Stürgkh gehörte mit den wichtigsten Exponenten der Gesamtmonarchie, Außenminister Leopold Berchtold, Generalstabschef Franz Conrad von Hötzendorf, dem gemeinsamen Finanzminister Leon Biliński und Kriegsminister Alexander von Krobatin, zur so genannten Kriegspartei, den Befürwortern einer kriegerischen Auseinandersetzung mit Serbien.
Für Stürgkh war der Krieg mit Serbien die Möglichkeit, die bestehenden Bande zwischen den slawischen Parteien in Österreich und der panserbischen und jugoslawischen Bewegung zu zerreißen. „Er dachte mit anderen Worten an den Krieg als ein Unternehmen auch innenpolitischer Art.“ Stürgkh hielt die südslawischen Provinzen für verloren, falls nichts geschehe, und teilte Berchtolds Meinung, dass diplomatische Erfolge das serbische Problem nicht lösen würden: „Wenn daher der Weg einer vorhergehenden diplomatischen Aktion gegen Serbien aus internationalen Gründen betreten werde, so müsste dies mit der festen Absicht geschehen, dass diese Aktion nur mit einem Kriege enden dürfe.“

### Politik im Krieg
Im Unterschied zum deutschen Reichstag hatte das österreichische Parlament keinerlei Einfluss auf die Kriegserklärung vom 28. Juli 1914 an Serbien, aus der sich der Erste Weltkrieg entwickelte, oder auf die mit dem Krieg verbundenen politischen Ambitionen der im Verborgenen agierenden Entscheidungsträger, denen der 84-jährige Kaiser als eigentlicher Letztentscheider offenbar nicht gewachsen war.
Im Krieg arbeitete die Regierung Stürgkh mit kaiserlichen Verordnungen statt Gesetzen weiter, auch wenn es um die Einschränkung von Grundrechten wie der Pressefreiheit (er führte eine rigorose Pressezensur ein) ging. Oppositionelle Forderungen nach Wiedereinberufung des Parlaments ignorierte Stürgkh.

### Vorschläge für die Italienpolitik
Einblick in Stürgkhs Politik gibt auch sein Verhalten beim Ministerrat für gemeinsame Angelegenheiten vom 31. Juli 1914, wo er sich fragte, 

„… ob es nicht gefährlich sei, einfach zuzuwarten, bis Italien sich zu einem aggressiven Vorgehen gegen uns entscheide und ob nicht der Versuch gemacht werden sollte, es durch eine Art von Geheimvertrag zu täuschen und so über die Gefahrzone der nächsten Wochen hinwegzukommen. Gegen Briganten, wie es die Italiener jetzt seien, sei kein diplomatischer Winkelzug zu schlecht. Er hätte daher auch keine moralischen Bedenken, die Italiener jetzt zu hintergehen.“

Er präsentierte einen detaillierten Vertrag, nach dem Italien das Trentino, von Deutschland garantiert, zugesprochen werde, das dafür auf der Seite der Mittelmächte in den Krieg eintreten müsse und die Neuordnung des Balkans durch die Monarchie akzeptiere. Letzteres würde Italien laut Stürgkh aber nie tun, worauf der Vertrag und die Abtretung des Trentino hinfällig wäre.

„Diese Vorgangsweise hätte den Vorteil, dass Italien durch die deutschen Zusicherungen dazu veranlasst werden würde, seine Bundespflicht zu erfüllen und dabei wir nicht tatsächlich genötigt wären, eine Gebietsabtretung vorzunehmen. Er wisse, daß ein solcher Aktionsplan nicht sehr ehrlich wäre, angesichts der Hinterhältigkeit Italiens sei er aber der Ansicht, dass wir jeder moralischen Verpflichtung entbunden seien.“

Die ungarische Seite glaubte jedoch nicht daran, dass sich Italien dadurch täuschen lassen würde. Der Vorschlag, Italien durch eine Art Geheimvertrag zu täuschen, zeige einen „Mangel an Realismus in Wien“.
Solche laut Hugo Hantsch „hinterhältigen Scheinverträge“ werfen auch ein bezeichnendes Licht auf Stürgkhs Person und seine Politik, die geprägt war von „Illusionen und mangelnder Moral“.

### Polnische Frage
Nach der Anfangsphase des Krieges und der Zurückdrängung der Russen stellte sich für Deutschland und Österreich-Ungarn die Frage, wie mit den bis dahin russisch-polnischen Gebieten bzw. mit einem wieder vereinigten Polen zu verfahren sei.

Stürgkhs Festhalten an der Dominanz der Deutschen in Österreich zeigt auch seine Politik gegenüber Polen. Seine Bedenken zur austropolnischen Lösung, der Vereinigung Russisch-Polens mit Österreich, waren: 

„Wenn die den Polen zufallenden Rechte an der Monarchie und an Österreich nach der Verhältniszahl der polnischen zu der übrigen Bevölkerung bemessen werden sollten, dann sei Österreich verloren, dann wäre dieses alte Reich, das so manche schwere Stürme siegreich überstanden, nichts wie ein Annex eines Körpers, in dem zur Zeit politisch chaotische Zustände herrschen und noch lange herrschen würden. [6. Oktober 1915]“

Ganz Polen in Österreich-Ungarn bzw. Cisleithanien zu integrieren hielt Stürgkh angesichts der dann unausweichlichen slawischen Dominanz für unmöglich. Weitgehende Autonomie würde andererseits, fürchtete Stürgkh, auch die Wünsche der anderen Nationen verstärken und damit Österreich und Ungarn, beide Vielvölkerstaaten, gefährden.

Eine polnische Sonderstellung sei zwar nötig, 

„… aber noch notwendiger sei es, dass sich auch in diesen Gebieten die Zentralgewalt fühlbar mache und vor allem, dass Österreichs Charakter, Österreichs Bestand gewahrt bleibe. Eine befriedigende Lösung im Rahmen der jetzigen Verhältnisse, […] gebe es seiner Ansicht nach überhaupt nicht, er habe in seinem Elaborate nur danach gestrebt, die mit der versuchten Lösung verbundenen Gefahren möglichst einzudämmen.“

So wie Stürgkh dachten die meisten um die deutsche Vorrangstellung in Österreich besorgten Politiker und Publizisten im Ersten Weltkrieg. Aber selbst wenn man sich in der austropolnischen Frage einigen sollte, war Stürgkh für eine „absolutistische Übergangsetappe“.
Beim gemeinsamen Ministerrat vom 7. Jänner 1916 zeigte sich Stürgkh zwar bereit, die Kriegsziele, falls dies zur Herstellung des Friedens nötig sei, zu reduzieren. Der Aufgabe der „austropolnischen Lösung“ widersetzte er sich aber am entschiedensten.
Er betonte die große Last, die Österreich durch die Angliederung Polens auf sich nehmen würde, betrachtete sie aber als wünschenswertes Ziel, um nicht Galizien zu verlieren und die Polen nicht Russland zuzutreiben. Eine Teilung wäre für die Polen das Schlimmste, würde das galizische Problem verschärfen, ebenso wie die ruthenische Frage.
Nur wenn ganz Kongresspolen mit Westgalizien vereinigt werde, würden sich die Polen, wenn auch widerwillig, mit der Abtrennung des ruthenisch (= ukrainisch) besiedelten Ostgalizien abfinden. „Die österreichische Regierung habe keineswegs die Absicht, Ostgalizien den Ruthenen zu überlassen, die Verwaltung müsse im Gegenteil eher germanisiert werden.“ Den „Ruthenen“ sei das lieber als die polnische Oberhoheit.
Diese deutschnationale Idee Stürgkhs zeugt, bei dem verschwindend geringen Anteil deutschstämmiger Bevölkerung Ostgaliziens, von bestürzend wenig Realitätssinn. Stürgkh und die Wiener Bürokratie wollten damit auch die zentralistischen Tendenzen der Monarchie stärken, und die ukrainischen Führer stimmten sogar aus taktischen Gründen zu, da sie sich vorerst einmal eine Befreiung von der politischen und kulturellen Vorherrschaft der Polen erhofften.

## Tod
Am 21. Oktober 1916 wurde Stürgkh vom sozialdemokratischen Politiker Friedrich Adler beim Mittagessen im Restaurant des Hotels Meissl & Schadn am Neuen Markt in Wien erschossen. Friedrich Adler wartete, bis Graf Stürgkh allein an seinem Tisch saß, dann zog er einen Revolver aus der rechten Rocktasche und feuerte drei oder vier Schüsse auf den Kopf Stürgkhs ab. Dabei soll Adler ausgerufen haben: „Nieder mit dem Absolutismus, wir wollen den Frieden!“ Der genaue Hergang der Tat und die Anzahl der Schüsse konnten allerdings selbst unmittelbar nach dem Anschlag nicht zweifelsfrei festgestellt werden.
Zum Nachfolger von Stürgkh berief der Kaiser den  bisherigen k.k. Finanzminister Ernest von Koerber. Franz Joseph I. starb vier Wochen später. Friedrich Adler hielt vor Gericht eine hochpolitische Verteidigungsrede, in der er unter anderem seine eigene Partei wegen Prinzipienlosigkeit anklagte. Er wurde zum Tod verurteilt, von Kaiser Karl I. zu 18 Jahren Kerker begnadigt und im Herbst 1918 vom Kaiser kurz vor dessen Regierungsverzicht amnestiert.